# جایزه جروود
جایزه جروود (انگلیسی: Jerwood Award) جوایز مالی برای کمک به نویسندگان جدید غیرداستانی برای انجام تحقیقات جدید و/یا اختصاص زمان بیشتر به نوشتن بود. جوایز توسط انجمن پادشاهی ادبیات انگلستان به نمایندگی از بنیاد خیریه جروود اداره می‌شد. گیرندگان باید قرارداد انتشار داشته باشند و شهروند بریتانیا یا ایرلند باشند یا حداقل در سه سال گذشته در یکی از این موارد ساکن بوده باشند.